# Воскресеновка (Орловская область)
Воскресеновка (ранее Нововоскресенсое) — деревня в Корсаковском сельском поселении Корсаковского района Орловской области России.

## География
Деревня расположено в 91 км на северо-восток от Орла, на берегу реки Зуша

## Население
| 1857 | 2010 |
| ---- | ---- |
| 227  | ↘9   |

## История
В XIX веке Воскресовка именовалась селом Нововоскресенским во названию церкви во имя обновления храма Воскресения Господня в Иерусалиме. Каменный храм был построен в 1766—1779 годах приходскими помещиками, надворным советником и мценским воеводою Алексеем Сергеевичем и его сыном Тимофеем Алексеевичем Сергеевыми. В 1814 году внук храмостроителя, новосильский предводитель дворянства, Алексей Тимофеевич Сергеев построил каменную колокольню. В советские храмы церковь была закрыта, а её восстановление началось в 1994 году. В 1996 году освящен престол храма.